# Convento dei Cappuccini (Ferla)
Il convento dei Cappuccini è un antico complesso religioso situato a Ferla in provincia di Siracusa.

## Storia
La presenza dei frati Cappuccini nel piccolo centro ibleo di Ferla risale al 1579.
Il convento, costruito con il contributo del Duca di Ferla, fu eretto su un altopiano, dal quale domina l'intero paese.
Distrutto dal sisma del 1693, fu ricostruito nel medesimo luogo, insieme alla chiesa, originariamente dedicata alla Madonna Odigitria, successivamente (1889) intitolata all'Addolorata.
Dopo la soppressione degli ordini religiosi (1866), i frati riacquistarono l'intero complesso nel 1888.
Più volte luogo di Noviziato, il convento, che oggi non vede più la presenza dei frati Cappuccini, dal 27 dicembre 2015 è  sede del monastero delle terziarie regolari francescane.

## Descrizione
Dall'architettura sobria, tipica dei conventi cappuccini, la struttura ruota attorno ad un ampio chiostro, nel quale il portico, il pozzo e le meridiane creano uno spazio architettonico suggestivo.
La chiesa, a navata unica, possiede due cappelle sul lato sinistro, dedicate al Crocifisso e all'Immacolata; e due altari minori sul lato destro, dedicati alla Madonna di Pompei e a San Francesco d'Assisi.
L'altare maggiore presenta una pregiata intelaiatura lignea (XVIII sec.), con tre nicchie: in quella centrale è posta una statua lignea dell'Addolorata, mentre, le due laterali contengono due statue di Angeli, in gesso.
Altre opere degne di nota: le balaustre lignee; il pregevole pulpito esagonale, realizzato nel 1751; l'armadio di sacrestia in noce e cipresso, risalente al 1773.